# Perylenpigment

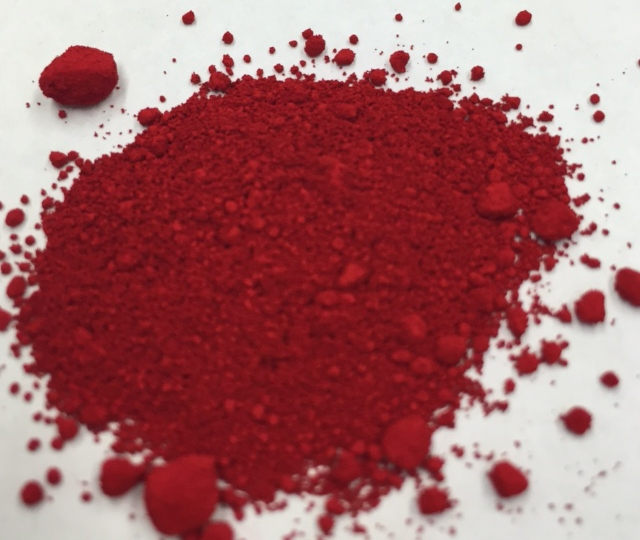
C.I. Pigment Red 224

Perylenpigment är en grupp syntetiska organiska pigment som vanligen är rödaktiga och har mycket god eller utmärkt ljusäkthet. Strukturellt är de ett slags rylener.

Grundstrukturen för perylenpigment och -färgämnen.

De är derivat av perylen-3,4,9,10-tetrakarboxylsyraimid eller perylen-3,4,9,10-tetrakarboxylsyradianhydrid, vilka till struktur är derivat av perylen.
Denna grupp perylenderivat upptäcktes 1913 och användes som färgämnen innan man på 1950-talet också började använda perylenpigment.
| Pigment Red 149                | 71137 | Röd med dragning åt gult eller blått                                                             |  | [ 1 ] [ 2 ] [ 3 ] [ 4 ] |
| Pigment Red 178                | 71155 | Röd                                                                                              |  | [ 1 ] [ 2 ]             |
| Pigment Red 179 ( DiMePTCDI )  | 71130 | Mörkt vinröd, "maroon"                                                                           |  | [ 1 ] [ 2 ]             |
| Pigment Red 190 ( Vat Red 29 ) | 71140 | Röd med dragning åt gult eller blått                                                             |  | [ 1 ] [ 2 ] [ 5 ]       |
| Pigment Red 224                | 71127 | Blåaktigt röd, vinröd                                                                            |  | [ 1 ] [ 2 ]             |
| Pigment Violet 29              | 71129 | Rödlila, vinröd                                                                                  |  | [ 1 ] [ 6 ]             |
| Pigment Black 31               | 71132 | Mycket mörk, blåaktigt grön med nästan svart masston; kallas både perylensvart och perylengrönt. |  | [ 1 ] [ 7 ]             |